# Radbruch
Radbruch è un comune di 1.880 abitanti della Bassa Sassonia, in Germania.
Appartiene al circondario (Landkreis) di Luneburgo (targa LG) ed è parte della comunità amministrativa (Samtgemeinde) di Bardowick.